# Centers for Disease Control and Prevention
De Centers for Disease Control and Prevention, in het Nederlands Centra voor Ziektebestrijding en -preventie, afgekort CDC, is in de Verenigde Staten het nationale instituut belast met de zorg voor de volksgezondheid. Het houdt zich van staatswege bezig met het opsporen, behandelen en voorkomen van ziekten, vooral met het oog op het openbaar belang. Het valt onder het Amerikaans Ministerie van Volksgezondheid en Sociale Zaken.
Het instituut heeft een goede naam waar het gaat om het opsporen van de oorzaak van nieuwe epidemieën en plaatselijk opduikende infectieziekten. Daarnaast geeft het onder andere voorlichting over gezondheid aan Amerikaanse burgers.
Het Europees Centrum voor ziektepreventie en -bestrijding is het Europese equivalent en is in Stockholm gehuisvest.